# Liste der Golfplätze des Burgenlandes
Die Liste der Golfplätze des Burgenlandes bietet eine Übersicht über alle Golfplätze im Burgenland mit Stand 2018.
| Bad Tatzmannsdorf |

| Donnerskirchen |

| Lutzmannsburg |

| Neudauberg |

| Region           | Bezirk              | Gemeinde              | Club                                | Ort               | Typ      | Loch   | Par   | Anmerkung    |
| ---------------- | ------------------- | --------------------- | ----------------------------------- | ----------------- | -------- | ------ | ----- | ------------ |
| Südburgenland    | Oberwart            | Bad Tatzmannsdorf     | Reiters Golf & Country Club         | Bad Tatzmannsdorf | Parkland | 18+9   | 73    |              |
| Nordburgenland   | Eisenstadt-Umgebung | Donnerskirchen        | GC                                  | Donnerskirchen    | Parkland | 18     | 72    |              |
| Mittelburgenland | Oberpullendorf      | Lutzmannsburg         | Sonnengolf                          | Gyüleviz-Zsira    | Parkland | 9      | 36    | in Ungarn    |
| Südburgenland    | Güssing             | Burgauberg-Neudauberg | Golfschaukel Lafnitztal-Stegersbach | Neudauberg        | Parkland | 2×18+9 | 69-72 | Golfschaukel |